# بيير ألونزو
بيير ألونزو (بالفرنسية: Pierre Alonzo)‏ (23 مارس 1940 بمكناس في المغرب - 18 سبتمبر 2024) هو مدرب كرة قدم ولاعب كرة قدم فرنسي في مركز الوسط. لعب مع نادي النجم الأحمر سانت أوين ونادي كان.

## وصلات خارجية
- بيير ألونزو على موقع قاعدة بيانات كرة القدم.إي يو (الإنجليزية)